# Карл Беррийский
Карл или Шарль де Бурбон (фр. Charles, duc de Berry; 31 июля 1686 — 5 мая 1714) — внук Людовика XIV, герцог Беррийский и герцог Алансонский.

## Биография
Младший сын Людовика Великого Дофина и Марии Анны Баварской. С рождения получил титул герцога Беррийского, незадолго до смерти король пожаловал ему также титулы герцога Алансонского и Ангулемского. Кроме этого, носил титул графа Понтье.
После того, как в 1711 году умер Людовик Великий Дофин, в 1712 году — его старший сын Людовик, герцог Бургундский, а в 1713 году по Утрехтскому договору средний брат, король Испании Филипп V, отказался от прав на французский престол, ожидалось, что герцог Беррийский станет регентом при малолетнем племяннике, сыне герцога Бургундского, после смерти деда. Однако в 1714 году он умер в результате несчастного случая на охоте (внутренние повреждения после падения с лошади), не оставив наследника.
С его смертью единственным потомком Людовика XIV, имевшим право на французский престол, остался 4-летний правнук престарелого короля, будущий Людовик XV. Смерть герцога Беррийского заставила Людовика XIV узаконить своих внебрачных сыновей, герцогов Мэнского и Тулузского как принцев крови, однако после кончины короля 1 сентября 1715 года Парижский парламент отменил этот акт, и регентство досталось тестю герцога Беррийского, герцогу Орлеанскому.

## Дети
6 июля 1710 года женился на своей троюродной сестре Марии Луизе Елизавете Орлеанской, дочери Филиппа II Орлеанского. У них родилось трое детей, но ни один не прожил больше месяца.
- дочь (21 июля 1711 — 23 июля 1711), Мадемуазель де Берри
- Шарль, герцог Алансонский (26 марта 1713 — 16 апреля 1713)[4]
- Мария Луиза Елизавета (16 июня 1714 — 17 июня 1714), имя дано посмертно

Молодая герцогиня имела несколько любовников, поэтому истинное отцовство детей неизвестно.